# Північно-Броварський масив
Північно-Броварський маси́в — житловий масив у Дніпровському районі міста Києва. Основна забудова масиву — у 1965–1975 роках. Автори проєкту — архітектори Михайло Гречина, Валентин Єжов, Ігор Жилкін, Олексій Заваров, Самуїл Вайнштейн, Ігор Мезенцев). Первісна назва — Північно-Броварський. У 1973 році був перейменований на Комсомольський масив. У 2018 році відновлено історичну назву. У період між 1868—1941 роками на території сучасного масиву розміщувався Артилерійський полігон з усією інфраструктурою — спостережні майданчики, вишки, бліндажі, табори, лазарети.
Масив розташований на міжмагістральній території і не перетинається вулицями, якими проходить транзитний транспорт. Три мікрорайони забудовані 9-, 12- і 16-поверховими житловими будинками. У кожному мікрорайоні — школа, дитячі дошкільні заклади. У забудові масиву — перший у Києві 12-поверховий великопанельний житловий будинок криволінійної конфігурації. Головна магістраль масиву — вулиця Андрія Малишка. На площі поблизу парку «Перемога» розташований готель «Братислава» та дитячий універмаг «Дитячий світ». Загальна житлова площа масиву — 250 тис. м².

## Архітектура

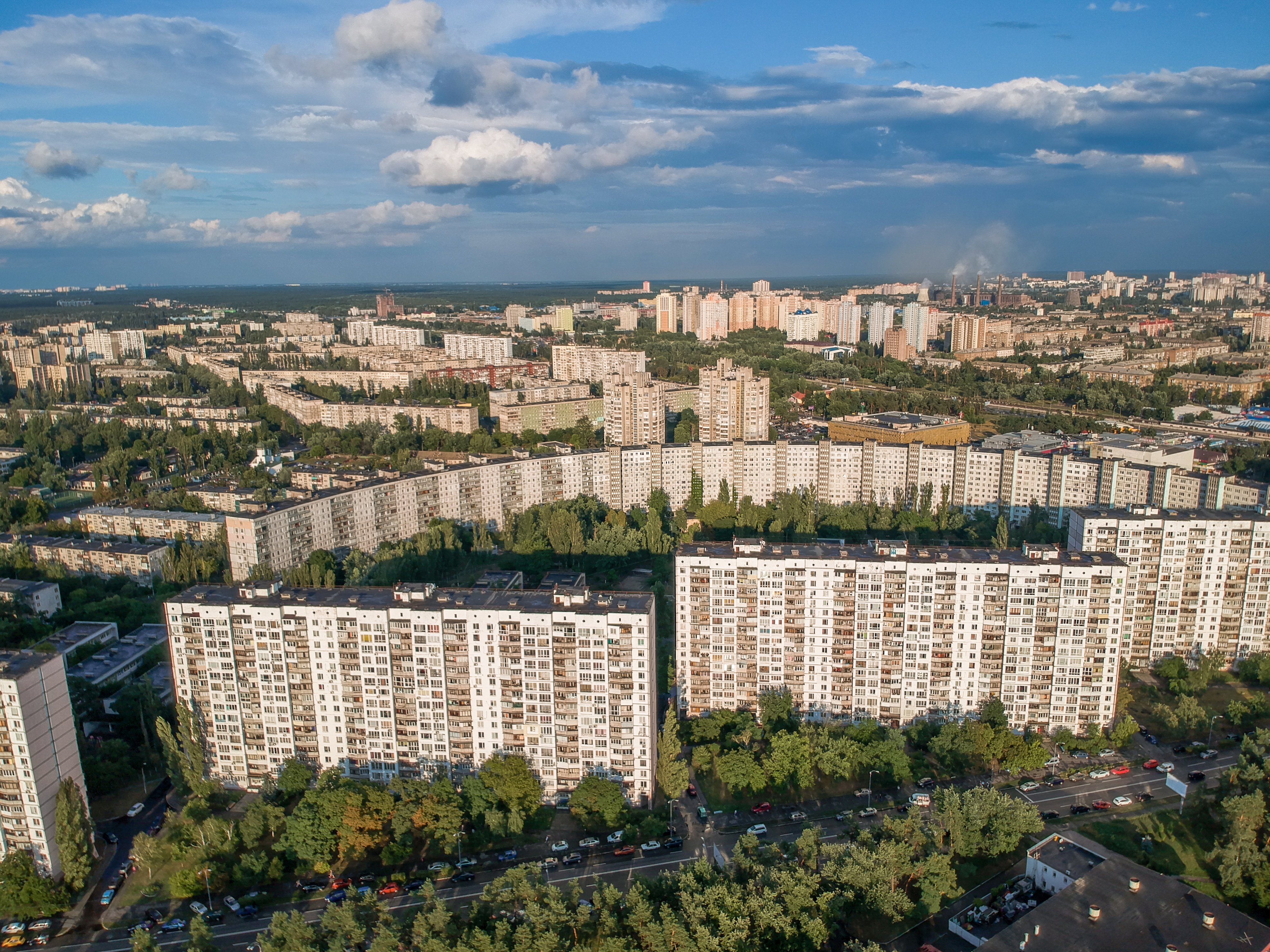
Вид на вулицю Князя Романа Мстиславича, що знаходиться в третьому мікрорайоні Північно-Броварського масиву

Північно-Броварський масив відділений від Воскресенського масиву Миропільською вулицею і зеленим масивом парку «Перемога» із заходу. Вулицями місцевого значення (Анатолія Солов'яненка, Князя Романа Мстиславича, Дарницький бульвар) він розділений на три великих мікрорайони, добре продумане функціональне зонування. Збільшені школи на 1604 і 2352 учнів сконцентровані на одній ділянці і мають сполучене спортивне ядро. Дитячі садки-ясла винесені за межі житлових дворів.
Мережа культурно-побутового обслуговування триступінчаста, заклади первинного обслуговування зосереджені у мікрорайонному громадському центрі і підцентрах-блоках і розміщені з радіусом обслуговування 150—200 м поблизу груп, віддалених від центру. Перший такий блок, який обслуговує 4 тисячі чоловік, закінчений у 1965 році у мікрорайоні № 1 (архітектори Надія Бернардова, Самуїл Вайнштейн, Валентин Єжов). До його складу входять кафе на 75 посадочних місць і універсальний приймальний пункт побутового обслуговування. Для будівництва будівлі використані уніфіковані вироби заводського виготовлення зі збірним залізобетонним каркасом.
У 1967 році в цьому ж мікрорайоні відкрито експериментальний громадсько-торговий центр «Північний», який обслуговував 12 тисяч жителів (архітектори Самуїл Вайнштейн, Михайло Гречина, Валентин Єжов, Віктор Стариков). Компактна у плані 2-поверхова будівля з внутрішнім двориком розташована на підвищеній ділянці Миропільської вулиці з видовою перспективою. У трьох блоках — торгівлі, культури і громадського харчування об'ємом 15900 м³ — розміщено 11 підприємств і закладів. Це продовольчий і промтоварний магазини (на 18 і 8 робочих місць), перукарня, їдальня на 100 і кафе-бар на 85 посадочних місць, універсальний зал на 450 місць з літнім фоє у внутрішньому дворику, відділення зв'язку. Будівлю виконано зі збірних залізобетонних конструкцій, в обробці інтер'єру широко використані деталі заводського виготовлення (наприклад, декоративне панно на торцевій стіні фоє універсального залу викладене зі збірних гіпсолитових плит зі зворотнім рельєфом).
У мікрорайоні № 2 торгові і культурно-побутові заклади скооперовані у протяжних одноповерхових будівлях. Вони немов би складають подіум для групи з трьох 16-поверхових будівель. Три такі групи поставлені під кутом до вулиці Андрія Малишка. На цій ж вулиці навпроти станції метро «Дарниця», збудований громадсько-культурний центр всього району. Його архітектурно-просторова композиція збудована на контрасті вертикалі 13-поверхового готелю «Братислава» і малоповерхових об'ємів універмагу «Дитячий світ», універсаму, їдальні-кафе, бібліотеки та інших культурно-побутових закладів. Житлова забудова району різна за поверховістю і за планувальним рішенням.
У першому за терміном спорудження (1962–1965) мікрорайоні № 1 (площа 32 га) 5 житлових груп на 2-3 тисячі жителів кожна. Центром композиції груп слугують великі озеленені простори житлових дворів з майданчиками різного призначення і живописною мережою пішохідних доріжок. Основна частина будівель — 5-поверхові серії 1-480. Їхній силует збагачують 12-поверхові безкаркасні великопанельні будинки для малосімейних на 167 квартир (перший такий будинок в Україні був введений в експлуатацію у 1966 році, архітектори Леван Джапарідзе, Слава Павловський, Оксана Шморгун, Дмитро Яблонський).
Більш динамічно у порівнянні з першим організовано простір мікрорайону № 2. Архітектурно-планувальна композиція заснована на трикратному повторенні однієї і тієї ж групи будинків, що включає протяжні 9-поверхові і 16-поверхові будинки-вертикалі. Житлові двори ще збільшені. Зі сторони вулиці Анатолія Солов'яненка вони розкриті на всю глибину. Це забезпечується розміщенням в розривах між 9-поверховими будинками 2-поверхових компактних будівель дитячих закладів (на 320 і 480 місць). Як продовження озелененого мікрорайонного простору — саду району — вирішена роздільна смуга завширшки 170 м між вулицею Андрія Малишка і Броварським проспектом. Прогулянкові траси і майданчики відпочинку розташовані на ділянках з мальовничим ландшафтом, де збережені окремі сторічні сосни (приблизні роки висадки — 1868—1914 як захисна лісосмуга, що відокремлювала шосе Київ — Чернігів від артилерійського полігону).
Оригінальна забудова мікрорайону № 3. Центр його композиції — 12-поверховий житловий будинок, 24 секції якого розташовані півкільцем завдовжки 600 м. В 1152 квартирах понад 40 тис. м² житлової площі (архітектори Соломон Ходік, Юрій Репін, Михайло Гречина). Навколо нього розташовані 16-поверхові будинки, запроєктовані під кутом до червоних ліній Дарницького бульвару і вулиці Князя Романа Мстиславича. Східчаста побудова вуличного фронту будинків забезпечила багатоплановість видимої з вулиць панорами забудови. Вона доповнена 5 висотними будівлями з монолітного залізобетону в опалубці оригінальної конструкції.